# Холодна сталь (фільм)
Холодна сталь (англ. Cold Steel) — американський трилер 1987 року.

## Сюжет
У переддень Різдва вбито батька поліцейського з Лос-Анджелеса Джонні Модайна (Бред Девіс), до того ж убивця мав психічні розлади. Головний герой поклявся помститися, навіть якщо його після цього усунуть із посади, і розпочав власне розслідування, в результаті якого виявилось, що вбивцею його батька є злочинець Айсман (Джонатан Бенкс), колишній напарник Модайна. Джонні Модайн не підозрював, що й сам є мішенню у кривавому плані помсти.

## У ролях
- Бред Девіс — Джонні Модлін
- Шерон Стоун — Кеті Коннорс
- Джонатан Бенкс — Айсман
- Джей Ековон — Кукі
- Адам Ент — Мік
- Едді Еган — лейтенант Хілл
- Сай Річардсон — Рашід
- Енн Хейні — Анна Модлін
- Рон Карабацос — Фішман
- Вільям Ланто — Сем Модлін
- Мінді Сігер — Ванда
- Джессі Арагон — лідер банди
- Пет Асанті — сержант Єнсі
- Хайді Козак — член банди

## Цікавий факт
Кінострічка є режисерським дебютом Дороті Енн П'юзо.

## Саундтреки
- Party Line (слова — Джил Гейнс, музика — Девід А. Джексон, виконують Елі Баер та Річ Шоу)
- Running Out of Time (музика — Девід А. Джексон, слова — Джил Гейнс, виконує Джеймс Хаус)
- Heart Beats Stronger (автори — Джеймс Саад та Хауск Рендалл, виконує Хауск Рендалл)
- Over Easy (музика — Девід А. Джексон, слова — Джил Гейнс, виконує Майкл Стал)
- Take Me Away (музика — Девід А. Джексон, слова — Джил Гейнс, виконує Джо Піццуло)
- Out of Time (музика — Девід А. Джексон, слова — Джил Гейнс, виконує Джо Піццуло)
- You Took Me By Surprise (музика — Девід А. Джексон, слова — Джил Гейнс, виконує Джо Піццуло)